# Masacre de Paulin Dvor
La masacre de Paulin Dvor fue un asesinato masivo cometido por soldados del ejército croata (HV) en la aldea de Paulin Dvor, cerca de la ciudad de Osijek, el 11 de diciembre de 1991 durante la Guerra de Independencia de Croacia. De las diecinueve víctimas, dieciocho eran serbios étnicos, y uno era ciudadano húngaro. Las edades de las víctimas, ocho mujeres y once hombres, oscilaban entre 41 y 85 años. Dos exsoldados croatas fueron condenados por su papel en los asesinatos y fueron condenados a 15 y 11 años, respectivamente. En noviembre de 2010, el presidente croata Ivo Josipović depositó una corona de flores en el cementerio de las víctimas de la masacre y se disculpó oficialmente por los asesinatos. 

## Antecedentes
En 1990, tras la derrota electoral del gobierno de la República Socialista de Croacia por la Unión Democrática Croata (HDZ), independentista, las relaciones entre croatas étnicos y serbios croatas se deterioraron. En agosto de 1990, tuvo lugar una insurrección en Croacia centrada en zonas predominantemente pobladas por serbios del país. Estas áreas habitadas por serbios se denominaron posteriormente SAO Krajina. Después de que Krajina declarase su intención de integrarse en Serbia, el Gobierno de Croacia declaró que esto era una rebelión. Este conflicto se intensificó en la Guerra de Independencia de Croacia en marzo de 1991. En junio de 1991, Croacia declaró su independencia cuando Yugoslavia se desintegró. Siguió una moratoria de tres meses, después de lo cual la decisión entró en vigencia el 8 de octubre.
El pueblo de Paulin Dvor tenía una población de 168 antes de la guerra, 147 de los cuales eran serbios étnicos. Se sabía que los habitantes de la aldea apoyaban a las autoridades croatas en Zagreb.

## Masacre
En la noche del 11 de diciembre de 1991, las tropas croatas entraron en la aldea. Diecinueve personas, dieciocho serbios y un ciudadano húngaro, fueron detenidos en la casa de un hombre del pueblo llamado Andrija Bukvić. La mayoría de los 168 residentes del pueblo ya habían huido.    Las diecinueve víctimas fueron detenidas porque no eran croatas. Según los investigadores de la policía, las tropas se enfurecieron después de que un francotirador serbio matara a un soldado croata en una aldea cercana. Se dice que diez soldados croatas irrumpieron en la casa de Bukvić y asesinaron a todas las personas detenidas antes de destruir la casa Las víctimas murieron por heridas de bala y por heridas causadas por las granadas de mano que les arrojaron. Diecisiete cuerpos fueron trasladados posteriormente del lugar donde habían sido asesinados. Solo quedó el cuerpo de Dara Vujanović, al que habían cortado el cuero cabelludo. Las edades de las víctimas, ocho mujeres y once hombres, oscilaban entre 41 y 85 años.

## Consecuencias

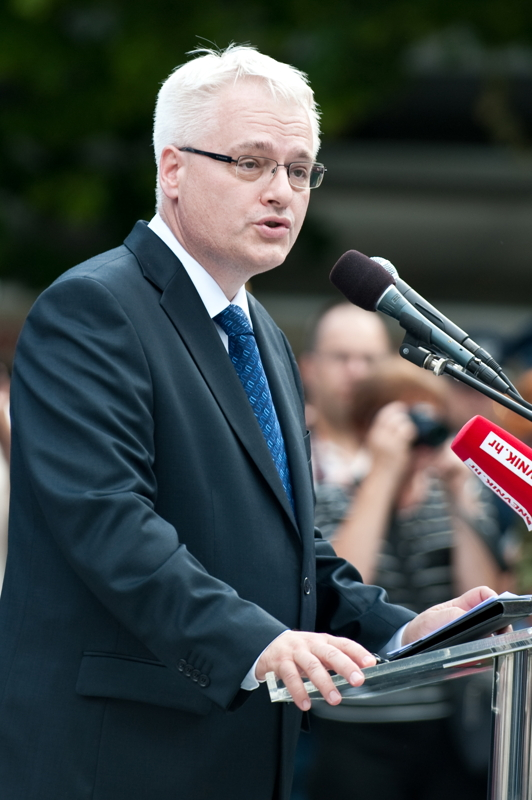
El presidente croata, Ivo Josipović, se disculpó por la masacre de noviembre de 2010.

Las víctimas de la masacre fueron enterradas cerca de un almacén militar en Lug, cerca de la ciudad de Čepin. La aldea de Paulin Dvor y sus alrededores fueron capturados por unidades del Ejército Popular Yugoslavo (JNA) y paramilitares serbios poco después. El área permaneció fuera del control croata hasta que se reintegraron pacíficamente en el país en enero de 1998. Los restos de los aldeanos masacrados fueron reubicados en la aldea de Rizvanuša cerca de Gospić en 1997 y permanecieron allí hasta el 13 de mayo de 2002, cuando fueron exhumado por investigadores del Tribunal Penal Internacional para la ex Yugoslavia (TPIY).
En 2005, el Tribunal Supremo croata condenó a Nikola Ivanković, un exsoldado que sirvió en la 130 Brigada del ejército croata, a quince años de prisión, mientras que en mayo de 2012 el Tribunal de Distrito en la ciudad de Osijek condenó al exsoldado croata Enes Vitesković a once años de prisión por su papel en la muerte de dieciocho personas.
En noviembre de 2010, el presidente croata Ivo Josipović depositó una corona de flores en el cementerio de las víctimas de la masacre. Dijo que "los que quedan después de esas víctimas merecen nuestra disculpa" y afirmó que "un crimen no tiene justificación; la venganza no puede justificar  crimen". La ceremonia de colocación de coronas de flores se produjo justo después de la visita del presidente serbio Boris Tadić a Vukovar para conmemorar a las víctimas croatas de la masacre de Vukovar de 1991. Parte del pueblo croata vio las dos visitas como clave para el proceso de reconciliación, mientras que otra parte condenó los comentarios de Josipović como un intento de menospreciar la masacre de Vukovar y un intento de "relativizar la culpa por los crímenes cometidos durante la guerra".